# Фукуока
Фукуока (јап. 福岡市) град је у Јапану у префектури Фукуока. Налази се на северној обали острва Кјушу у Јапану. Према попису становништва из 2005. у граду је живело 1.400.621 становника. Град у Јапану са околином чини урбанизовану зону Северни Кјуши и од свих јапанских већих градова је најближи Азијском копну (Јужној Кореји).

## Географија
Фукуока је смештена на западу Јапана и на северу острва Кјушу. Налази се на заливу Хаката који чини добру природну луку одвојену од мора полуоострвом Шиканошима. Кроз град тече река Муроми. Фукуока има добар положај на Јапанском пролазу између Јапана и Кореје. Насупрот града у Јужној Кореји се налази тамошња значајна лука Бусан. У Јапанском пролазу испред Фукуоке су острва Цушима и Ики. На северу Кјушуа је град Китакјушу у којем је мост Канмонкио који острво Кјушу спаја с највећим јапанским острвом Хоншу.
Рељеф око Фукуоке је брдовит. Клима је умерена. Град је врло изложен земљотресима (као и цели Јапан). Последњи већи потрес магнитуде 7 степени по Рихтеру је град погодио 2005.
Југоисточно од Фукуоке налази се национални парк Асо у којем се налази и активни вулкан Асо. Југозападно од Фукуоке налази се један од најзначајнијих индустријских и лучких центара у Јапану - град Нагасаки, смештен у истоименом заливу.

## Становништво
Према подацима са пописа, у граду је 2005. године живело 1.400.621 становника.
| 1995.     | 2000.     | 2005.     |
| --------- | --------- | --------- |
| 1.284.795 | 1.341.470 | 1.400.621 |

## Спорт
Фукуока има фудбалски клуб Ависпа Фукуока.